# 雷托羅曼人

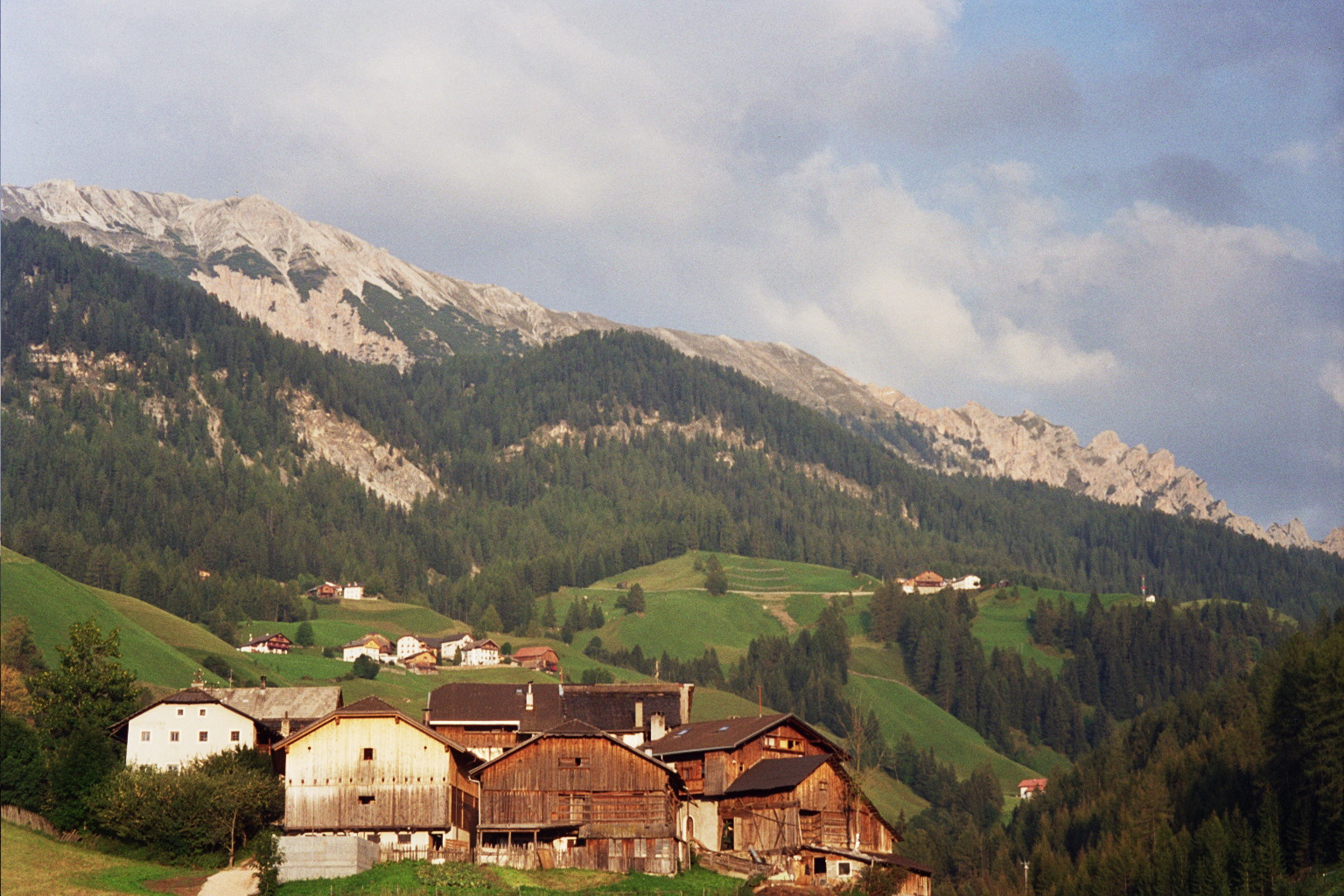
拉定人農莊

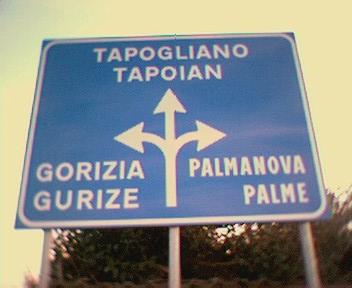
使用義大利語和弗留利語的路牌

雷托羅曼人（Rheato-Romances），又譯列托羅曼斯人，是主要分布在歐洲中南部的瑞士、義大利境內的幾個語言相似的民族總稱，包括佛留爾人、羅曼什人及拉定人，均屬於高加索人種。其使用的言雷托羅曼斯語，總人口約785,000人(2000)，主要信仰天主教。

## 組成及歷史
雷托羅曼人是數個相似的群體的組合總稱，分別是分布於瑞士的羅曼什人以及分布於義大利的拉定人、佛留爾人。雷托羅曼人都是在羅馬帝國時期就存在於歐洲大陸的民族。

## 分布及人口

分布地區

雷托羅曼人總人口數約785,000人，主要分布於瑞士及義大利，大約有三十萬人散居於世界各地，如美國，
其中羅曼什人又以分布在瑞士的格勞賓登州為主，當地人口超過75,000人，構成約瑞士總人口數的1%和格勞賓登州人口數的15％。，而拉定人以分布於義大利北部特倫提諾-南提洛自治區，當地人口數約37,000人，占南蒂羅爾省人口的4.53％，佛留爾人則主要於義大利東北部的佛里烏利-威尼斯朱利亞地區，當地人數約300,000人。

## 地理環境
瑞士氣候溫和，境內多山，南部和東南部是著名的阿爾卑斯山，大部分屬於溫帶海洋型氣候，受西風吹拂，氣候濕潤。義大利屬於溫帶地中海型氣候，近40%的土地為山地，其大部分山地由位於平原北部的阿爾卑斯山和半島的主幹亞平寧山脈構成，受間熱帶輻合區移動影響，夏乾冬雨。

## 語言
雷托羅曼人使用的語言支系為雷托羅曼斯語，屬於印歐語系羅曼語族西羅曼語支高盧-羅曼語下的語言，包含羅曼什語、拉迪恩語、弗留利語三種語言，分別流通於瑞士東部及義大利東北部，其中羅曼什語是瑞士四種官方語言之一。命名的來源是過去羅馬帝國的拉埃提亞省（Raetia）。三種語言被認為是同一個語系是由來自義大利的語言學家葛拉齊亞迪歐·以賽亞·阿斯可里在1871年發表的理論而來，他認為此三種語言是瑞士、穆賈、伊斯特里亞半島的延伸，也是僅保留下的語言，並聲稱直到14世紀威尼斯語還保留了弗留利語和拉定語許多語音功能。
聯合國教科文組織將雷托羅曼語視為瀕臨危險的語言。

聯合國認定危險語言

## 生活
雖然現今親屬群體已不再生活在同一屋簷下，他們並沒有失去其社會功能。親屬群體之間的相互支持仍然是重要的，尤其是在緊急情況下，如失業和疾病。隨著預期壽命增加，最近退休的人可以同時照顧父母和孫子們的。
雷托羅曼人大多數人都從事畜牧業。其生活方式大多已現代化，與其他歐洲民族較無明顯差異。

## 信仰與節日
不管是佛留爾人、羅曼什人或是拉定人，主要信仰天主教，但亦有部分羅曼什人信仰基督新教(路德教派)。由新教徒和天主教徒共享宗教慶祝活動包括聖誕節（12月25日）、耶穌受難日、復活節、耶穌升天、五旬節。